# Művészet (1960–1990)
Művészet, deutsch „Kunst“, Untertitel a Magyar Képzőművészek Szövetségének folyóirata, war die von 1960 bis 1990 erschienene Fachzeitschrift des Verbandes der ungarischen Künstler. Sie erschien teilweise mit dem französischsprachigen Nebentitel „Revue de l'Association Hongroise des Arts Plastiques“, bezog sich mitunter also speziell auf die plastische Kunst der Bildhauer Ungarns.
Das von der Verlagsgesellschaft Képzőművészeti Alap Kiadóvállalata mit Sitz in Budapest herausgegebene Periodikum wurde nach dem 31. Jahrgang fortführt unter dem Titel Új művészet.